# Łudogorec 2003 Razgrad
Łudogorec 2003 Razgrad (bułg. ФК Лудогорец 2003 (Разград)) – bułgarski klub piłkarski z siedzibą w mieście Razgrad.

## Historia
Chronologia nazw:
- 1945—1947: TS Łudogorec
- 1947—1949: Łudogorec Razgrad
- 1949—1957: Czerweno Zname Razgrad
- 1957—1997: Łudogorec Razgrad
- 1997—2001: Antibiotik-Łudogorec Razgrad
- 2003—2006: Łudogorec 2003 Razgrad

Od lat 20. XX w. w Razgradzie istniały różne drużyny piłkarskie. W 1945 roku najbardziej znanymi byli Beli Łom Razgrad i Botew Razgrad (zorganizowany w 1920). Jeszcze wcześniej 24 lutego 1924 r. połączyły się one pod nazwą Orient Razgrad, ale potem fuzja rozpadła. W 1945 roku ich podstawie powstaje towarzystwo sportowe ”Łudogorec”. W 1947 roku działalność towarzystwa poszerzyła się o sekcję turystyczną i kolarstwo. W 1947 roku w wyniku połączenia miejskich klubów Botew Razgrad, Beli Łom Razgrad, Benkowski Razgrad, Wichyr Razgrad i Lewski Razgrad został założony klub piłkarski Łudogorec Razgrad, którym zarządzało TS Łudogorec. Od 1949 roku w kraju zaczęło łączyć dobrowolne organizacje sportowe na wzorzec radziecki, Łudogorec został przekształcony w Czerweno Zname. W 1957 roku towarzystwu przywrócono nazwę Łudogorec Razgrad. W 1961 Łudogorec awansował do II ligi. W 1985 roku klub piłkarski oddzielił się od towarzystwa i zaczął się rozwijać samodzielnie. W 1997 roku połączył się z klubem piłkarskim miejskiego zakładu antybiotyków i przyjął nazwę Antibiotik-Łudogorec Razgrad. W sezonie 1998/99 zespół osiągnął swój największy sukces jako krok od wejścia do grupy "A", kończąc rozgrywki na szóstym miejscu. W 2001 roku po spadku z północno-wschodniej grupy III ligi praktycznie przestał istnieć. W 2003 klub został reaktywowany jako Łudogorec 2003 Razgrad, zorganizowany na bazie zespołu Partizan Gradina. Przed rozpoczęciem rundy wiosennej sezonu 2005/06 nie przystąpił do rozgrywek w północno-wschodniej grupie III ligi, po czym został rozwiązany.

## Sukcesy
- 2.liga Mistrzostw Bułgarii:
  - 6. miejsce (1): 1999
- Puchar Bułgarii:
  - 1/8 finału (1): 1983
- Puchar Armii Radzieckiej:
  - półfinalista (1): 1984

## Stadion
Stadion Djanko Stefanowa w Razgradzie może pomieścić 12,000 widzów.